# کارین وایت
کارین وایت (انگلیسی: Karyn White؛ زادهٔ ۱۴ اکتبر ۱۹۶۵) یک موسیقی‌دان اهل ایالات متحده آمریکا است.